# Sons Of All Pussys
Sons Of All Pussys (även känt som S.O.A.P) är ett japanskt rockband som grundades 2002.

## Medlemmar
- Ken - sång, gitarr (L'Arc-en-Ciel)
- Ein - bas
- Sakura - trummor (Lion Heads, ex-L'Arc-en-Ciel, ex-Zigzo)